# Pierre Veyron
Pierre Veyron (1. října 1903, Berc, Lozère – 2. listopadu 1970, Cap d'Èze) byl francouzský automobilový závodník aktivní v letech 1933 až 1953. Jeho největším úspěchem bylo vítězství v závodě 24 hodin Le Mans v roce 1939, kterého dosáhl na voze Bugatti Type 57 s Jean-Pierre Wimillem.
Na jeho počest nazvala firma Bugatti Automobiles SAS svůj první vůz z roku 1999 (výroba od roku 2004) Bugatti Veyron (Bugatti EB Veyron 16/4).

## Život
Pierre Veyron se zapsal na univerzitu, aby studoval strojní inženýrství. Stal se inženýrem a začátkem 20. let bydlel v ulici Rue du Burnou v Èze, téměř na pobřeží mezi Monakem a Beaulieu Sur Mer (nedaleko Nice) na jihu Francie. V roce 1933 přijal Pierra Veyrona do firmy Bugatti syn Ettoreho Jean, v té době ředitel závodního týmu. Veyron přijal u Bugatti práci testovacího řidiče a vývojového inženýra. Byl tedy nejen testovacím jezdcem, ale podílel se i na vylepšování konstrukce závodních vozů. Veyron jako vývojář pracoval především na typu 57, jehož prodej od roku 1933 tvořil největší část firemních tržeb společnosti Bugatti. 
Po vypuknutí 2. světové války zamířil se svou ženou a rodinou do bezpečí v Baskicku. Byl však povolán francouzskou armádou jako záložák a sloužil jako provianťák u dělostřeleckého pluku, až do června 1940 kdy Francie padla. Během druhé světové války byl, tak jako mnozí další pracovníci firmy, členem francouzského odboje. Vedoucími jeho skupiny v Résistance byli závodníci Robert Benoit a William Grover-Williams, kteří byli potom Němci vězněni v koncentračních táborech a v Buchenwaldu resp. Sachsenhausenu popraveni. V roce 1945 obdržel Veyron za svou činnost za okupace Řád čestné legie. Od roku 1954, kdy ukončil závodní činnost, se věnoval převážně své rodině a své malé firmě vyrábějící komponenty pro firmy těžící ropu.
V roce 1970 zemřel Pierre Veyron v malém městečku Èze, na pobřeží mezi Monte Carlem a Nice.

## Závodní kariéra
Jeho přítel Albert Divo, sám úspěšný automobilový závodník, jej přesvědčil, aby také zkusil závodit. V roce 1930 začal závodit se sportovním vozem EHP (Établissements Henry Précloux, motor Cime 1,5 litru), se kterým vyhrál třídu v závodech do vrchu v La Turbie (23. března 1930, nedaleko Nice) a L'Esterel (30. března 1930, nedaleko Cannes).  Divo jej seznámil s průmyslníkem André Vagniezem, který Veyronovi nabídl finanční podporu. V roce 1931 Vagniez pro něj koupil Bugatti Type 37A. Svůj první závod na tomto voze absolvoval 29. března 1931 na 3. ročníku Velké ceny Tunisu v Carthage (Kartágo). Ve společném závodě (Grand Prix nad 1,5 l a Voiturette do 1,5 l) obsadil 9. místo a v kategorii do 1,5 l skončil na 2. místě za Ernestem Maseratim. V sezóně 1931 dosáhl na Bugatti T37A prvního úspěchu vítězstvím v rozjížďce na Velkou cenu Ženevy, ale finálovou jízdu nedokončil. 
V roce 1932 jezdil na speciálu Maserati Tipo 26 (řadový osmiválec 1492 cm³, výkon 88 kW/120k, max. rychlost 180 km/h). S tímto vozem vyhrál 3 závody v kategorii Voiturette (do 1500 cm³ zdvihového objemu) závod Grand Prix de Casablanca (Anfa, 22. května 1932), Grand Prix de Lorraine (Seichamps-Nancy, 26. června 1932) a Comminges Grand Prix (St. Gaudens, 14. srpna) a také skončil 2. na Grand Prix Tunisu (Kartágo, 3. dubna 1932) a v Oran Grand Prix (Arcole u Oranu, 24. dubna 1932). I na 3. Masarykově okruhu v roce 1932 obsadil s Maserati 26 v kategorii Voiturette 2. místo.

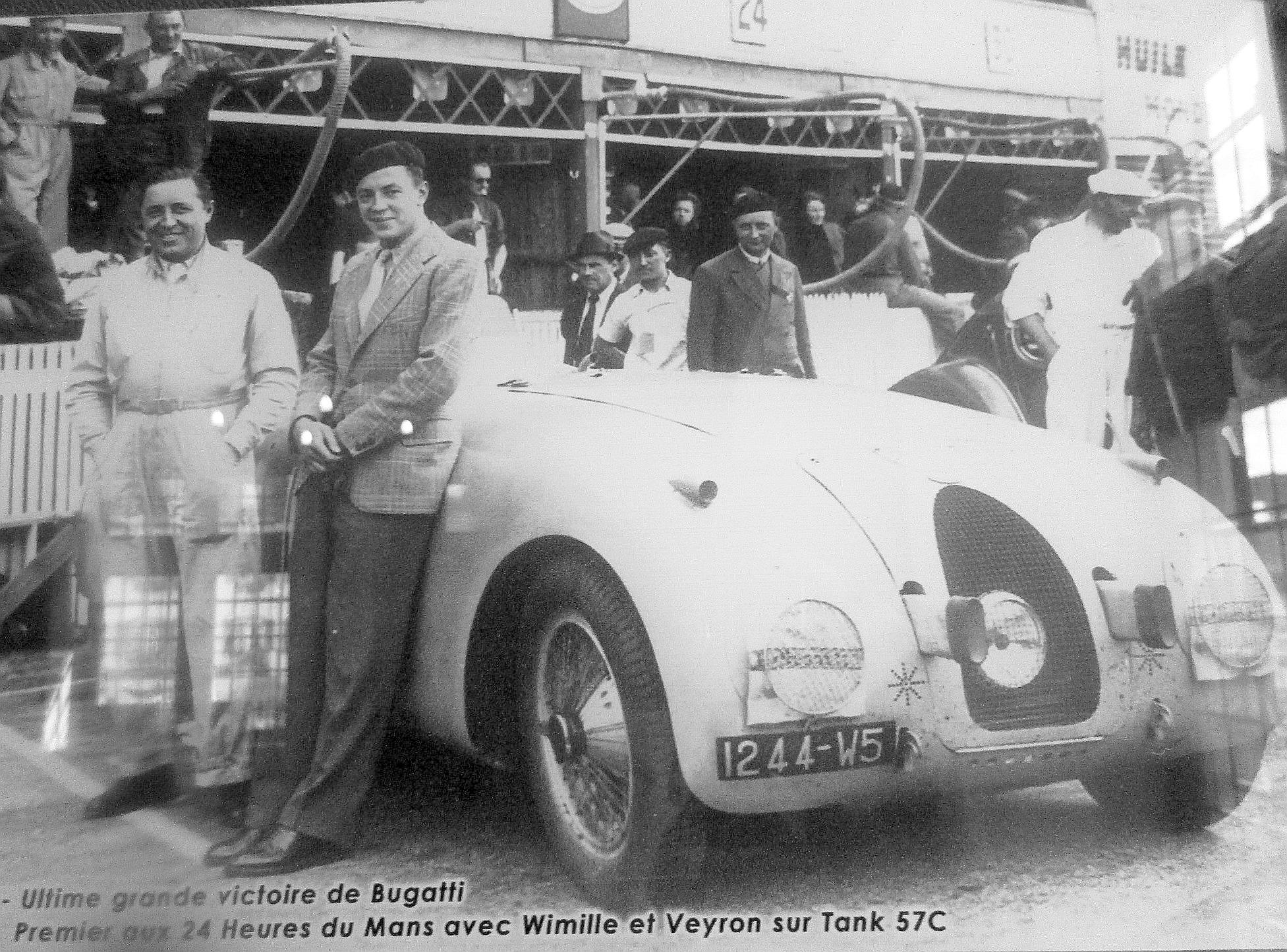
Bugatti Type 57 Tank a vítězná posádka Wimille-Veyron (24 h Le Mans 1939).

V letech 1933-6 jezdil na továrním stroji Bugatti Type 51A (1,5 l) a několik závodů absolvoval i na silnějším Typu 51 (2,3 l s kompresorem). Zvítězil na T51A například v letech 1933 a 1934 v berlínském závodě na okruhu AVUS. Mimo Avusu vyhrál i závody ve Lwowě (Miedzynarodowe Okrezne Wyscigi Automobilowe) a v Albi. Vrátil se i do Brna na 4. ročník Masarykova okruhu a s Bugatti T51A obsadil 5. místo V roce 1934 zopakoval své vítězství mimo Avusu i v Albi. V roce 1935 vyhrál opět v Albi a také v Lorraine. Na brněnském Masarykově okruhu na 6. ročníku závodu získal 2. místo v kategorii Voiturette s Bugatti T51A. Vyzkoušel i hlavní kategorii závodů Grand Prix. Na Bugatti T51 (2,3 l s kompresorem) jel Velkou cenu Monaka. V závodě konaném 2. dubna 1934 obsadil 9. místo. Na Velké ceně Montreaux skončil na 7. místě. Nejlepšího výsledku v kategorii Grand Prix dosáhl na Velké ceně L´Albigeois (Albi), kde obsadil 3. místo. Tentýž den na tomto okruhu vyhrál i kategorii Voiturette. Starty s T51 ukončil 19. srpna 1934 na 3. ročníku Velké ceny Nice, kde odsadil 6. místo. Závody s formulovými vozy ukončil 12. července 1936, když v Albi obsadil 5. místo na Bugatti T51A. 

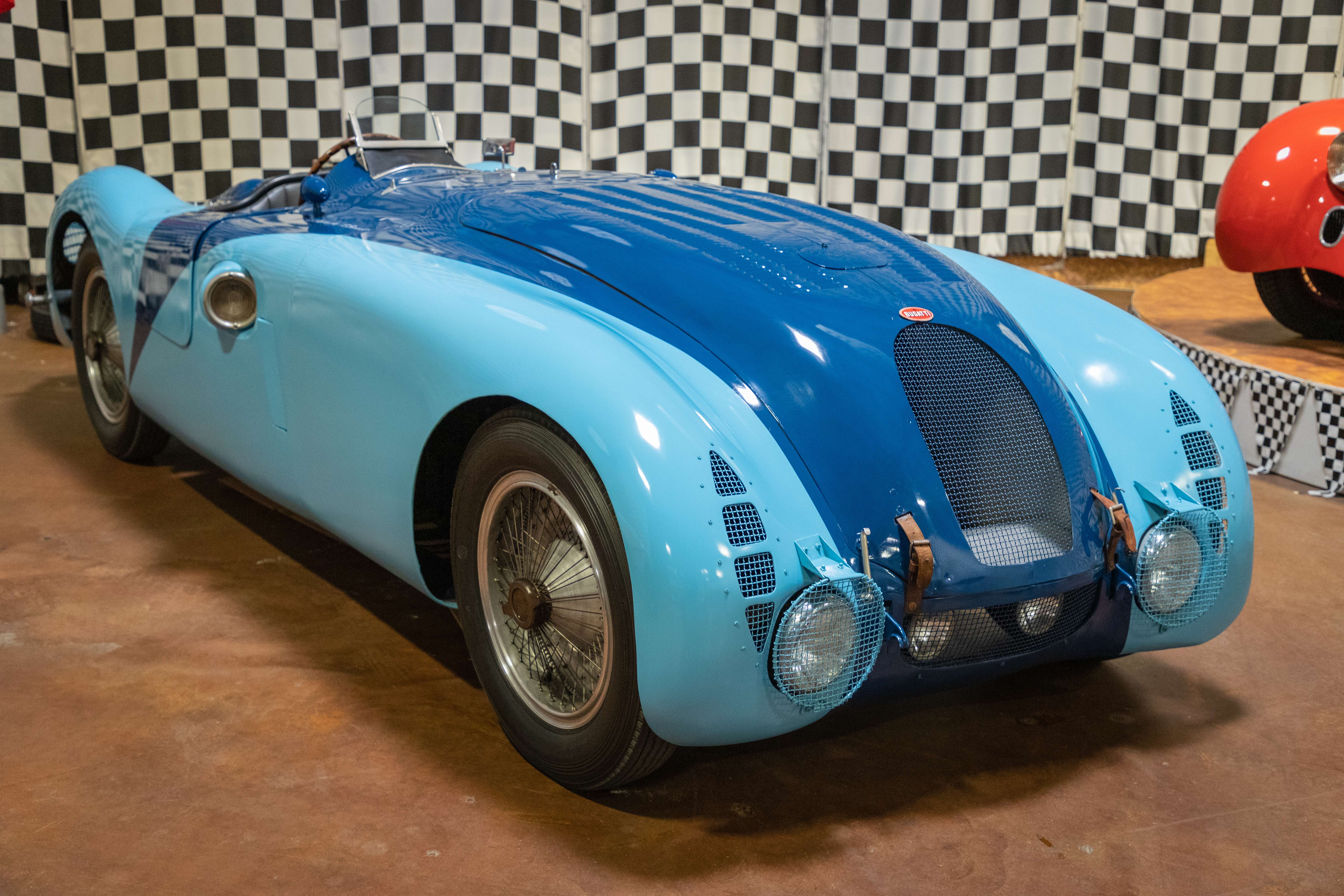
Bugatti Type 57G Tank (1936)

V roce 1936 se Bugatti soustředilo na závody sportovních vozů a Veyron začal více závodit na sportovních vozech. V roce 1936 skončil Veyron na 6. místě v Grand Prix de l'ACF, závodě na 1 000 km v Montlhery, to jel s Williamem Grover-Williamsem. Skončil také na 4. místě v Grand Prix de la Marne. Poprvé startoval v Le Mans už v roce 1934 na voze Bugatti T50S (4,9 l), ale nedokončil. Stejně tak nedojel ročníky 1935 a 1937. Ale vítězství v 24 hodin Le Mans 1939 s modelem Bugatti T57G Tank s osmiválcovým motorem (3257 cm³) bylo vrcholem jeho závodní kariéry. V roce 1939 tento typ řídili Jean-Pierre Wimille a Pierre Veyron. Celkem ujeli 3354,744 km průměrnou rychlostí 139,8 km/h a vytvořili nový rekord závodu.

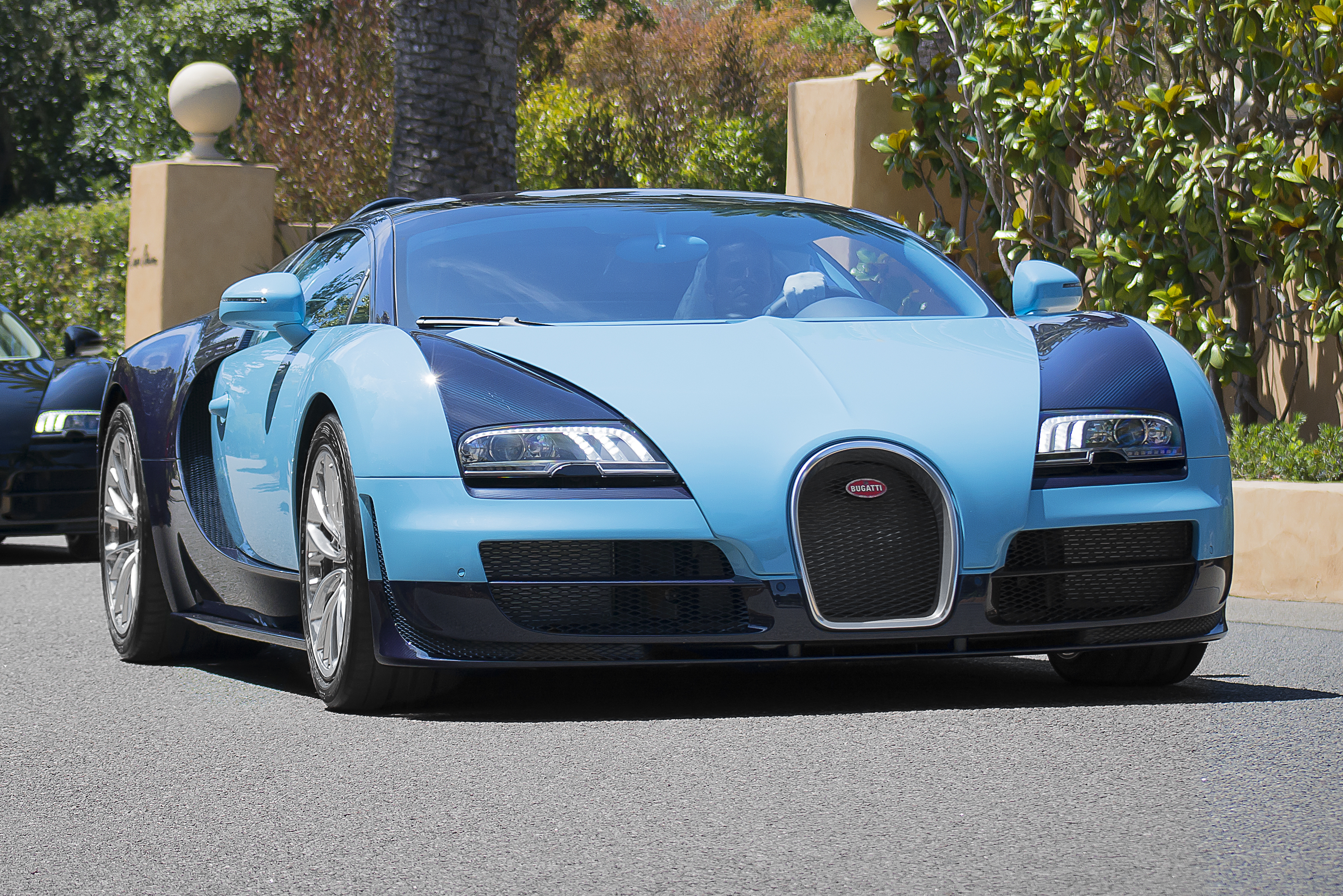
Bugatti Veyron (Monterey Car Week 2014)

Po válce se ještě několikrát účastnil závodů především na vozech Simca-Gordini. Na voze Simca-Gordini T8 s motorem 1,1 l startoval 18. června 1948 ve Velké ceně Francie. Odpadl po 5. kole pro poruchu motoru. Na závodě 24 hodin Spa, konaném 11. července 1948 skončil na voze Gordini TMM (1,1 l) společně José Scaronem na 3. místě a vyhráli třídu do 1,5 l. V závodě 12 h Paris, konaném na  autodromu Linas-Montlhéry 23. července 1950, posádka Pierre Veyron/Sacha Gordine na voze Gordini TMM skončila celkově na 4. místě a vyhrála třídu do 1100 cm³. Startoval i 5x v Le Mans (1949-1953), ale ani jednou nedojel.

## Výsledky v Le-Mans
| Rok  | Team                | Vůz                   | Tým. kolega           | Umístění  | Pozn.                   |
| ---- | ------------------- | --------------------- | --------------------- | --------- | ----------------------- |
| 1934 | Roger Labric        | Bugatti Type 50S      | Roger Labric          | odstoupil | motor                   |
| 1935 | Roger Labric        | Bugatti Type 50S      | Roger Labric          | odstoupil | motor                   |
| 1937 | Roger Labric        | Bugatti Type 57G Tank | Roger Labric          | odstoupil | defekt                  |
| 1939 | Jean-Pierre Wimille | Bugatti Type 57G Tank | Jean-Pierre Wimille   | vítězství |                         |
| 1949 | Amédée Gordini      | Simca-Gordini Type 8  | José Scaron           | odstoupil | spojka                  |
| 1950 | M.A.P               | M.A.P                 | Francois Lacour       | odstoupil | trhlina v chlad. okruhu |
| 1951 | Equipe Gordini      | Gordini T15S          | Georges Monneret      | odstoupil | převodové ústrojí       |
| 1952 | Donald Healey       | Nash-Healey           | Yves Giraud-Cabantous | odstoupil | převodovka              |
| 1953 | Nash-Healey Inc.    | Nash-Healey Sports    | Yves Giraud-Cabantous | odstoupil | nízký tlak oleje        |

## Vítězství v kategorii Voiturette (do 1,5 l)
- Grand Prix de Casablanca - Grand Prix Maroka 1932
- Grand Prix de Lorraine 1932, 1935
- Grand Prix de Comminges 1932
- Avusrennen 1933, 1934
- Grand Prix Lvova 1933
- Grand Prix d´Albi 1933, 1934, 1935